# Saint-Martin-des-Fontaines
Saint-Martin-des-Fontaines és un municipi francès situat al departament de Vendée i a la regió de País del Loira. L'any 2007 tenia 158 habitants.

## Demografia

### Població
El 2007 la població de fet de Saint-Martin-des-Fontaines era de 158 persones. Hi havia 67 famílies de les quals 20 eren unipersonals (8 homes vivint sols i 12 dones vivint soles), 27 parelles sense fills i 20 parelles amb fills.
La població ha evolucionat segons el següent gràfic:
Habitants censats

### Habitatges
El 2007 hi havia 97 habitatges, 70 eren l'habitatge principal de la família, 9 eren segones residències i 18 estaven desocupats. Tots els 97 habitatges eren cases. Dels 70 habitatges principals, 60 estaven ocupats pels seus propietaris i 10 estaven llogats i ocupats pels llogaters; 1 tenia dues cambres, 8 en tenien tres, 15 en tenien quatre i 47 en tenien cinc o més. 60 habitatges disposaven pel capbaix d'una plaça de pàrquing. A 31 habitatges hi havia un automòbil i a 33 n'hi havia dos o més.

### Piràmide de població
La piràmide de població per edats i sexe el 2009 era:
| Homes | Edats   | Dones |
| ----- | ------- | ----- |
| 0     | 95 o +  | 0     |
| 0     | 90 a 94 | 0     |
| 0     | 85 a 89 | 0     |
| 0     | 80 a 84 | 0     |
| 4     | 75 a 79 | 12    |
| 8     | 70 a 74 | 8     |
| 0     | 65 a 69 | 0     |
| 12    | 60 a 64 | 8     |
| 4     | 55 a 59 | 8     |
| 4     | 50 a 54 | 0     |
| 12    | 45 a 49 | 12    |
| 8     | 40 a 44 | 4     |
| 4     | 35 a 39 | 12    |
| 0     | 30 a 34 | 0     |
| 4     | 25 a 29 | 4     |
| 16    | 20 a 24 | 12    |
| 8     | 15 a 19 | 16    |
| 12    | 10 a 14 | 12    |
| 0     | 5 a 9   | 8     |
| 4     | 0 a 4   | 0     |

## Economia
El 2007 la població en edat de treballar era de 105 persones, 77 eren actives i 28 eren inactives. De les 77 persones actives 67 estaven ocupades (39 homes i 28 dones) i 10 estaven aturades (6 homes i 4 dones). De les 28 persones inactives 11 estaven jubilades, 8 estaven estudiant i 9 estaven classificades com a «altres inactius».

### Ingressos
El 2009 a Saint-Martin-des-Fontaines hi havia 74 unitats fiscals que integraven 162,5 persones, la mediana anual d'ingressos fiscals per persona era de 15.386 €.

### Activitats econòmiques
Dels 8 establiments que hi havia el 2007, 1 era d'una empresa de fabricació d'altres productes industrials, 3 d'empreses de construcció, 3 d'empreses d'hostatgeria i restauració i 1 d'una empresa de serveis.
Dels 4 establiments de servei als particulars que hi havia el 2009, 2 eren guixaires pintors, 1 fusteria i 1 restaurant.
L'any 2000 a Saint-Martin-des-Fontaines hi havia 11 explotacions agrícoles que ocupaven un total de 679 hectàrees.

## Poblacions més properes
El següent diagrama mostra les poblacions més properes.